# Jeu vidéo au Canada

Stand de jeux du studio canadien Capybara Games à Toronto, au Canada en 2013.

Le jeu vidéo au Canada est un marché important et en expansion qui compte 472 studios en 2015 et plus de 27 000 employés en 2019 selon l'association canadienne du logiciel de divertissement. Plus de 50 % des développeurs canadiens de jeux vidéo se situent dans la province de Québec.

## Historique
Le premier jeu vidéo commercial canadien documenté est Les têtards, publié en 1982 par la société québécoise Logidisque sur Apple II. Développé par Marc-Antoine Parent et Vincent Côté alors qu'ils sont adolescents, il s'agit d'un « dérivé de Pac-Man » dans lequel deux joueurs contrôlent chacun un têtard naviguant dans un labyrinthe.
En 1983 paraissent Evolution et B.C.'s Quest for Tires qui figurent parmi les premiers jeux canadiens à obtenir un succès commercial. Le premier est conçu à Vancouver et s'est écoulé à plus de 400 000 unités, tandis que le second est développé à Ottawa. Don Mattrick, qui a œuvré sur Evolution, fonde avec Jeff Sember la société Distinctive Software. Cette dernière est rachetée par Electronic Arts en 1991 et devient EA Vancouver.

## Industrie
En 2015, l'industrie du jeu vidéo compte 472 studios et 20 400 employés au Canada selon l'association canadienne du logiciel de divertissement. Plus de la moitié des développeurs canadiens de jeux vidéo se situent au Québec, avec 231 studios et plus de 10 000 employés dans la province en 2019. Toujours en 2019, le nombre d'employés dans le domaine s'élève à plus de 27 000 à travers le pays.